# Micropsectra lobatifrons
Micropsectra lobatifrons är en tvåvingeart som beskrevs av Botanriuc 1956. Micropsectra lobatifrons ingår i släktet Micropsectra och familjen fjädermyggor.
Artens utbredningsområde är Rumänien. Inga underarter finns listade i Catalogue of Life.